# Choqueuse-les-Bénards
Choqueuse-les-Bénards est une commune française située dans le département de l'Oise, en région Hauts-de-France.

## Géographie

### Description

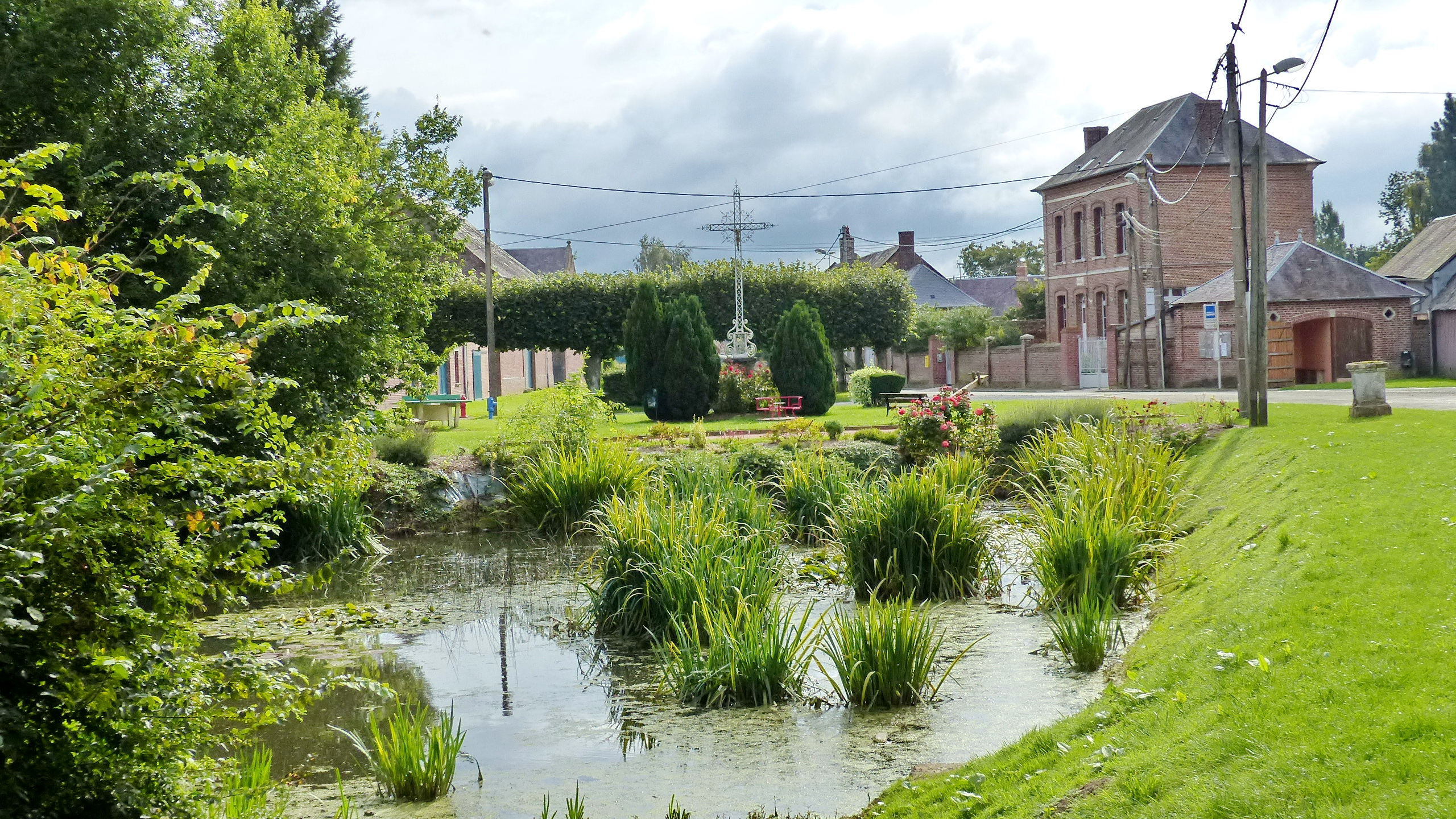
Mare, calvaire de la place de l'Église et mairie.

Choqueuse les-Bénards est un village rural picard située entre les communes de Catheux, Conteville et Hétomesnil. Il est situé à 24 km au nord de Beauvais et à 31 km au sud-ouest d'Amiens.
De nombreux sentiers permettent de rejoindre la Coulée Verte qui réutilise l'emprise de l'ancienne ligne Beauvais - Amiens.
Au début du XIXe siècle, Louis Graves indiquait de Choqueuse-les-Bénard qu'elle avait un « petit territoire allongé , traversé par un ravin courant de l'ouest à l'est, limité au, nord par un autre ravin. Le chef-lieu, qui consiste en une rue principale et une place assez vaste, est assis sur le plateau intermédiaire ; il est entouré de haies ; le sol, est aride et médiocre ».

### Hydrographie
La commune est située dans le bassin Artois-Picardie. Elle n'est drainée par aucun cours d'eau.

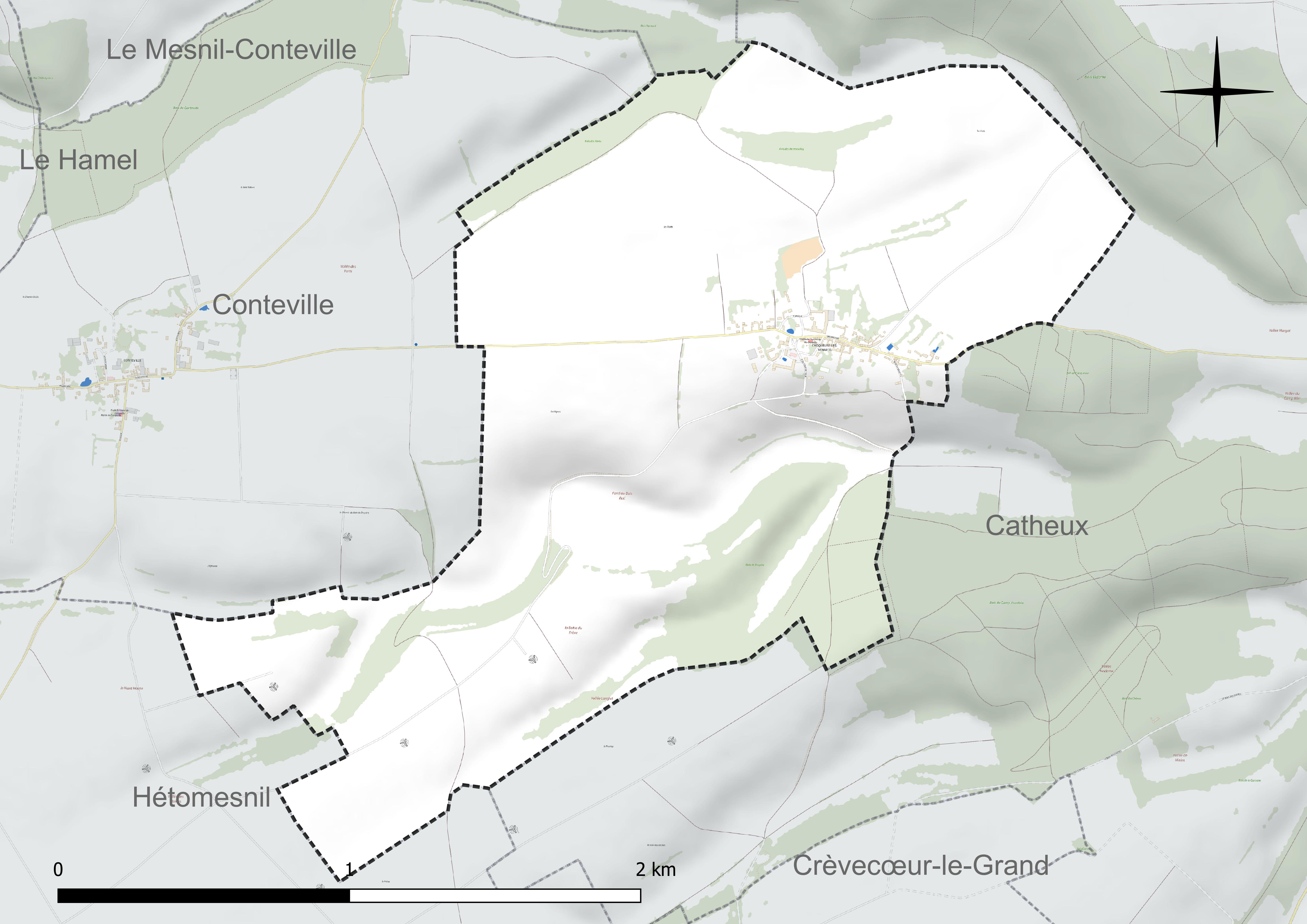
Réseau hydrographique de Choqueuse-les-Bénards.

### Climat
Pour des articles plus généraux, voir Climat des Hauts-de-France et Climat de l'Oise.
En 2010, le climat de la commune est de type climat océanique dégradé des plaines du Centre et du Nord, selon une étude du CNRS s'appuyant sur une série de données couvrant la période 1971-2000. En 2020, Météo-France publie une typologie des climats de la France métropolitaine dans laquelle la commune est exposée à un climat océanique et est dans la région climatique Nord-est du bassin Parisien, caractérisée par un ensoleillement médiocre, une pluviométrie moyenne régulièrement répartie au cours de l'année et un hiver froid (3 °C).
Pour la période 1971-2000, la température annuelle moyenne est de 10,1 °C, avec une amplitude thermique annuelle de 14,3 °C. Le cumul annuel moyen de précipitations est de 771 mm, avec 12,1 jours de précipitations en janvier et 8,6 jours en juillet. Pour la période 1991-2020, la température moyenne annuelle observée sur la station météorologique la plus proche, située sur la commune de Saint-Arnoult à 19 km à vol d'oiseau, est de 10,4 °C et le cumul annuel moyen de précipitations est de 797,2 mm,. Pour l'avenir, les paramètres climatiques de la commune estimés pour 2050 selon différents scénarios d'émission de gaz à effet de serre sont consultables sur un site dédié publié par Météo-France en novembre 2022.

## Urbanisme

### Typologie
Au 1er janvier 2024, Choqueuse-les-Bénards est catégorisée commune rurale à habitat dispersé, selon la nouvelle grille communale de densité à sept niveaux définie par l'Insee en 2022.
Elle est située hors unité urbaine. Par ailleurs la commune fait partie de l'aire d'attraction de Beauvais, dont elle est une commune de la couronne,. Cette aire, qui regroupe 162 communes, est catégorisée dans les aires de 50 000 à moins de 200 000 habitants,.

### Occupation des sols
L'occupation des sols de la commune, telle qu'elle ressort de la base de données européenne d'occupation biophysique des sols Corine Land Cover (CLC), est marquée par l'importance des territoires agricoles (88,1 % en 2018), une proportion identique à celle de 1990 (88,1 %). La répartition détaillée en 2018 est la suivante : 
terres arables (74,2 %), zones agricoles hétérogènes (13,4 %), forêts (11,9 %), prairies (0,5 %). L'évolution de l'occupation des sols de la commune et de ses infrastructures peut être observée sur les différentes représentations cartographiques du territoire : la carte de Cassini (XVIIIe siècle), la carte d'état-major (1820-1866) et les cartes ou photos aériennes de l'IGN pour la période actuelle (1950 à aujourd'hui).

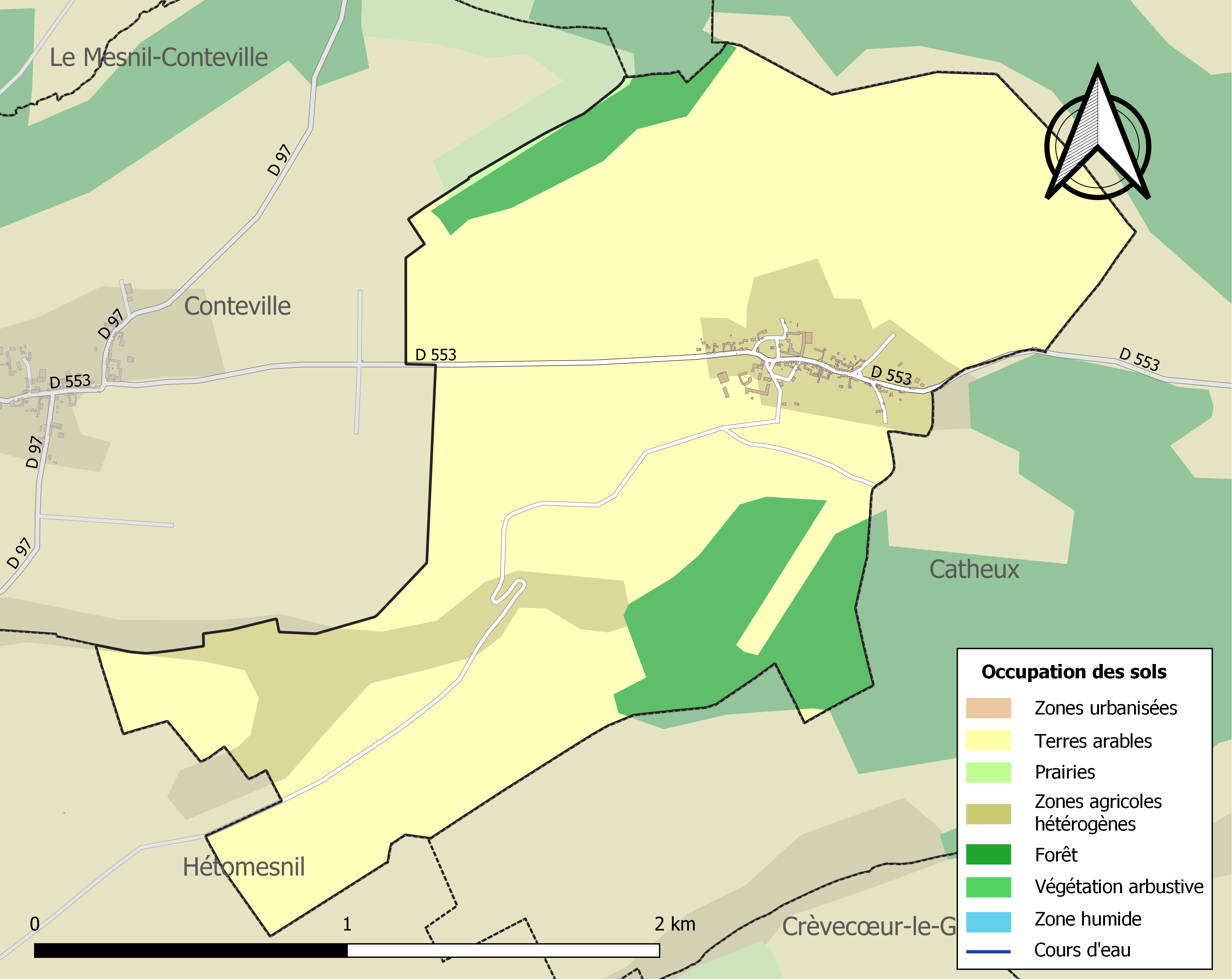
Carte des infrastructures et de l'occupation des sols de la commune en 2018 (CLC).

### Habitat et logement
En 2018, le nombre total de logements dans la commune était de 54, alors qu'il était de 57 en 2013 et de 49 en 2008.
Parmi ces logements, 79,1 % étaient des résidences principales, 5,7 % des résidences secondaires et 15,2 % des logements vacants. Ces logements étaient pour 94,4 % d'entre eux des maisons individuelles et pour 3,7 % des appartements.
Le tableau ci-dessous présente la typologie des logements à Choqueuse-les-Bénards en 2018 en comparaison avec celle de l'Oise et de la France entière. Une caractéristique marquante du parc de logements est ainsi une proportion de résidences secondaires et logements occasionnels (5,7 %) supérieure à celle du département (2,5 %) et à celle de la France entière (9,7 %). Concernant le statut d'occupation de ces logements, 86 % des habitants de la commune sont propriétaires de leur logement (81,4 % en 2013), contre 61,4 % pour l'Oise et 57,5 pour la France entière.
| Typologie                                               | Choqueuse-les-Bénards | Oise | France entière |
| ------------------------------------------------------- | --------------------- | ---- | -------------- |
| Résidences principales (en %)                           | 79,1                  | 90,4 | 82,1           |
| Résidences secondaires et logements occasionnels (en %) | 5,7                   | 2,5  | 9,7            |
| Logements vacants (en %)                                | 15,2                  | 7,1  | 8,2            |

### Voies de communication et transports
La commune est desservie, en 2023, par les lignes 614, 616 et 6109 du réseau interurbain de l'Oise.

## Toponymie
La localité a été dénommée Sacosa (1034), Salcosas (1119), Salcosa (1199), Saukeuses (1225), Sauqueses (1227), Choqueuses (vers 1250), Choqueuses, Chauqueuse, Sauqueuse les Benards, Chauqueuses, Sauqueuse les Benars.
À l'origine terre pourvue de saules du latin salicem et suffixe adjectif -osa ( terra ). Endroit défriché où ne subsistent que les souches des arbres (choques en picard). On aboutit à sauqueuse, puis le chuintement picard a fini par l'emporter pour aboutir à choqueuse.
L'extension -les-Besnard qui apparaît au XIVe siècle renverrait à l'existence d'un écart rattaché à Choqueuse, disparu à la suite d'un incendie. Il se serait situé dans le fond du vallon juste au sud de l'actuel village. Sa disparation semble antérieure au XVIIIe siècle, il ne figure pas sur la carte de Cassini. Les habitants des Bénards se seraient déplacés à Choqueuse. Leurs habitations auraient été reconstruites avec les vestiges de celles des Bénards.

## Histoire
En 1836, Louis Graves indiquait que le village avait disposé d'un moulin à vent, alors déjà disparu, et était propriétaire du presbytère ainsi que d'un puits, le seul creusé sur son territoire. La population vivait essentiellement de la fabrication de bonneterie et du tissage d'étoffes en laine.

## Politique et administration

### Rattachements administratifs et électoraux
La commune se trouve dans l'arrondissement de Beauvais du département de l'Oise. Pour l'élection des députés, elle fait partie de la première circonscription de l'Oise.
Elle faisait partie depuis 1793 du canton de Crèvecœur-le-Grand. Dans le cadre du redécoupage cantonal de 2014 en France, la commune rejoint le canton de Saint-Just-en-Chaussée.

### Intercommunalité
La commune faisait partie de la communauté de communes de Crèvecœur-le-Grand Pays Picard A16 Haute Vallée de la Celle créée fin 1992.
Dans le cadre des dispositions de la loi portant nouvelle organisation territoriale de la République (Loi NOTRe) du 7 août 2015, qui prévoit que les établissements publics de coopération intercommunale (EPCI) à fiscalité propre doivent avoir un minimum de 15 000 habitants, le préfet de l'Oise a publié en octobre 2015 un projet de nouveau schéma départemental de coopération intercommunale, qui prévoit la fusion de plusieurs intercommunalités, et notamment celle de Crèvecœur-le-Grand (CCC) et celle des Vallées de la Brèche et de la Noye (CCVBN), soit une intercommunalité de 61 communes pour une population totale de 27 196 habitants.
Après avis favorable de la majorité des conseils communautaires et municipaux concernés, cette intercommunalité dénommée communauté de communes de l'Oise picarde et dont la commune est désormais membre, est créée au 1er janvier 2017.

### Liste des maires
| Période                                  | Période  | Identité                       | Étiquette | Qualité                                   |
| ---------------------------------------- | -------- | ------------------------------ | --------- | ----------------------------------------- |
| Les données manquantes sont à compléter. |          |                                |           |                                           |
|                                          |          | Jean-François Benjamin Lévêque |           | Maire pendant 50 ans, décédé en 1842      |
|                                          |          | Léopold Babeur                 |           | Maire pendant 40 ans                      |
|                                          |          | Jules Decaux                   |           | Fils du précédent Maire pendant 48 ans    |
| Les données manquantes sont à compléter. |          |                                |           |                                           |
| 1959                                     | 2008     | Maurice Smessaert              |           |                                           |
| mars 2008                                | 2014     | Muguette Verbeke               |           |                                           |
| 2014                                     | En cours | Brigitte Flament               |           | Retraitée Réélue pour le mandat 2020-2026 |

## Équipements et services publics

### Enseignement
La commune est membre d'un regroupement scolaire intercommunal, avec Grez, Hétomesnil, Conteville, Le Hamel.

## Population et société

### Démographie

#### Évolution démographique
L'évolution du nombre d'habitants est connue à travers les recensements de la population effectués dans la commune depuis 1793. Pour les communes de moins de 10 000 habitants, une enquête de recensement portant sur toute la population est réalisée tous les cinq ans, les populations de référence des années intermédiaires étant quant à elles estimées par interpolation ou extrapolation. Pour la commune, le premier recensement exhaustif entrant dans le cadre du nouveau dispositif a été réalisé en 2004.

En 2022, la commune comptait 99 habitants, en évolution de −3,88 % par rapport à 2016 (Oise : +0,87 %, France hors Mayotte : +2,11 %).
| 1793 | 1800 | 1806 | 1821 | 1831 | 1836 | 1841 | 1846 | 1851 |
| ---- | ---- | ---- | ---- | ---- | ---- | ---- | ---- | ---- |
| 303  | 290  | 273  | 296  | 327  | 338  | 316  | 313  | 320  |

| 1856 | 1861 | 1866 | 1872 | 1876 | 1881 | 1886 | 1891 | 1896 |
| ---- | ---- | ---- | ---- | ---- | ---- | ---- | ---- | ---- |
| 291  | 273  | 255  | 241  | 221  | 175  | 156  | 152  | 143  |

| 1901 | 1906 | 1911 | 1921 | 1926 | 1931 | 1936 | 1946 | 1954 |
| ---- | ---- | ---- | ---- | ---- | ---- | ---- | ---- | ---- |
| 137  | 122  | 117  | 109  | 110  | 108  | 106  | 116  | 101  |

| 1962 | 1968 | 1975 | 1982 | 1990 | 1999 | 2004 | 2006 | 2009 |
| ---- | ---- | ---- | ---- | ---- | ---- | ---- | ---- | ---- |
| 91   | 73   | 45   | 58   | 62   | 60   | 73   | 70   | 104  |

| 2014 | 2019 | 2022 | - | - | - | - | - | - |
| ---- | ---- | ---- | - | - | - | - | - | - |
| 104  | 102  | 99   | - | - | - | - | - | - |

#### Pyramide des âges
La population de la commune est relativement jeune.
En 2018, le taux de personnes d'un âge inférieur à 30 ans s'élève à 34,3 %, soit en dessous de la moyenne départementale (37,3 %). À l'inverse, le taux de personnes d'âge supérieur à 60 ans est de 30,4 % la même année, alors qu'il est de 22,8 % au niveau départemental.
En 2018, la commune comptait 48 hommes pour 54 femmes, soit un taux de 52,94 % de femmes, légèrement supérieur au taux départemental (51,11 %).
Les pyramides des âges de la commune et du département s'établissent comme suit.
| Hommes | Classe d’âge | Femmes |
| ------ | ------------ | ------ |
| 2,1    | 90 ou +      | 3,7    |
| 4,2    | 75-89 ans    | 3,7    |
| 20,8   | 60-74 ans    | 25,9   |
| 25,0   | 45-59 ans    | 20,4   |
| 14,6   | 30-44 ans    | 11,1   |
| 16,7   | 15-29 ans    | 16,7   |
| 16,7   | 0-14 ans     | 18,5   |

| Hommes | Classe d’âge | Femmes |
| ------ | ------------ | ------ |
| 0,5    | 90 ou +      | 1,4    |
| 5,5    | 75-89 ans    | 7,6    |
| 15,6   | 60-74 ans    | 16,3   |
| 20,8   | 45-59 ans    | 20     |
| 19,4   | 30-44 ans    | 19,4   |
| 17,6   | 15-29 ans    | 16,2   |
| 20,6   | 0-14 ans     | 19,1   |

## Culture locale et patrimoine

### Lieux et monuments
- Église de la Nativité-Notre-Dame, au chœur de 1584, en pierre de calcaire et avec des poutres sculptées, ainsi qu'une nef en brique, plus basse, reconstruite en 1830, l'ensemble ayant bénéficié d'une restauration au XXe siècle[33],[34]. Le bénitier en pierre date du XVe siècle[35].

L'Église de la Nativité Notre-Dame
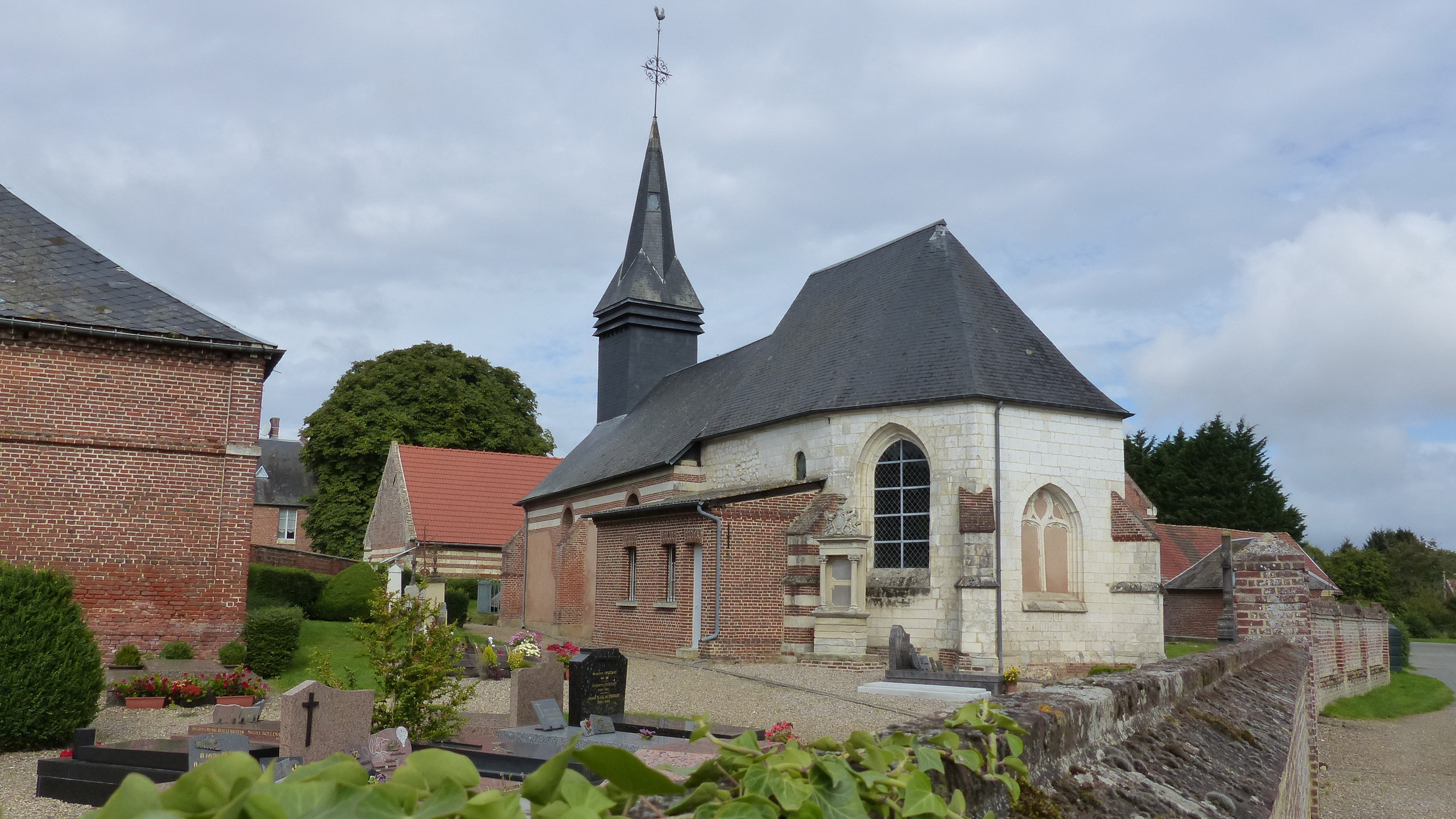
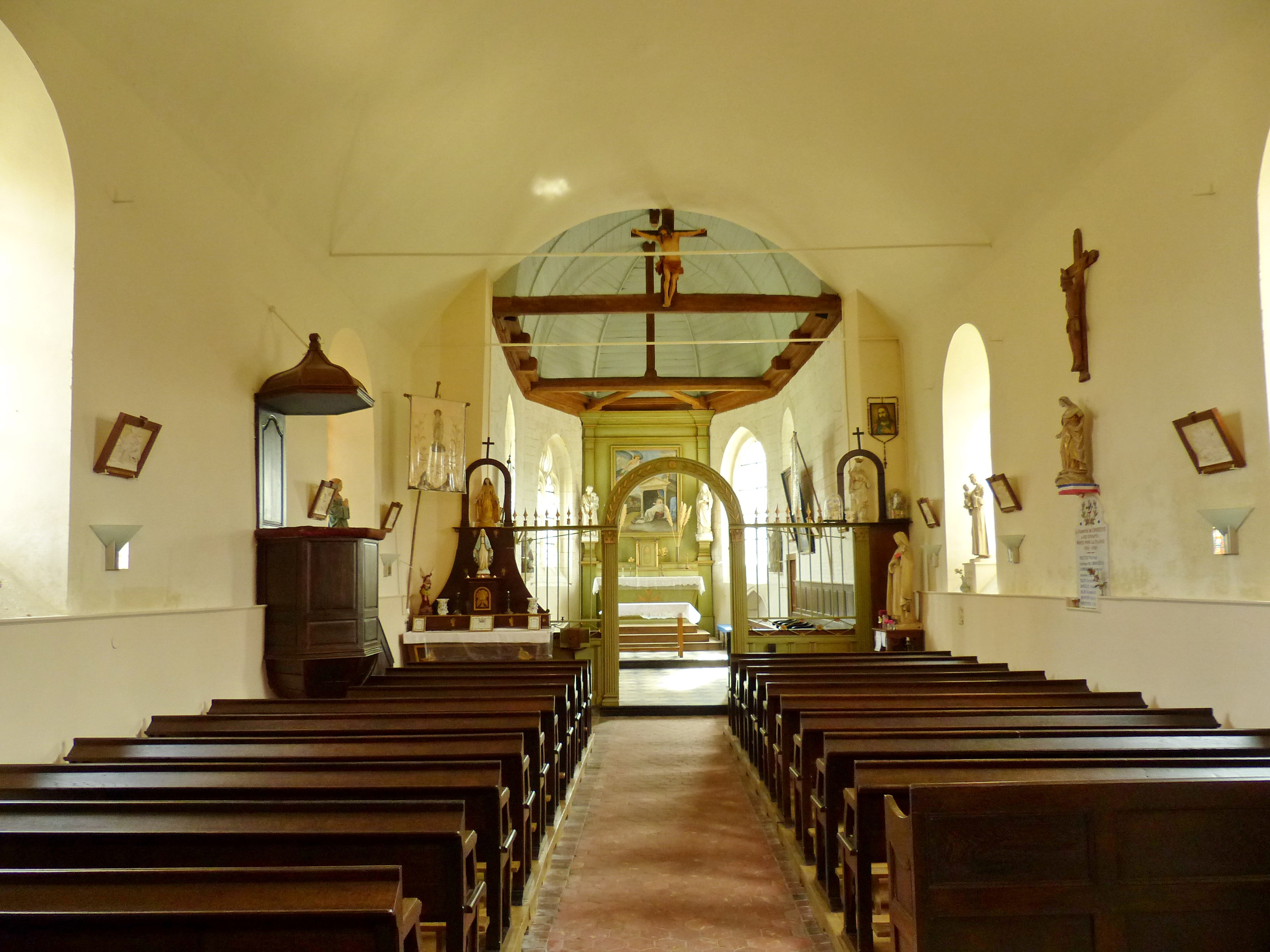
Nef et chœur.
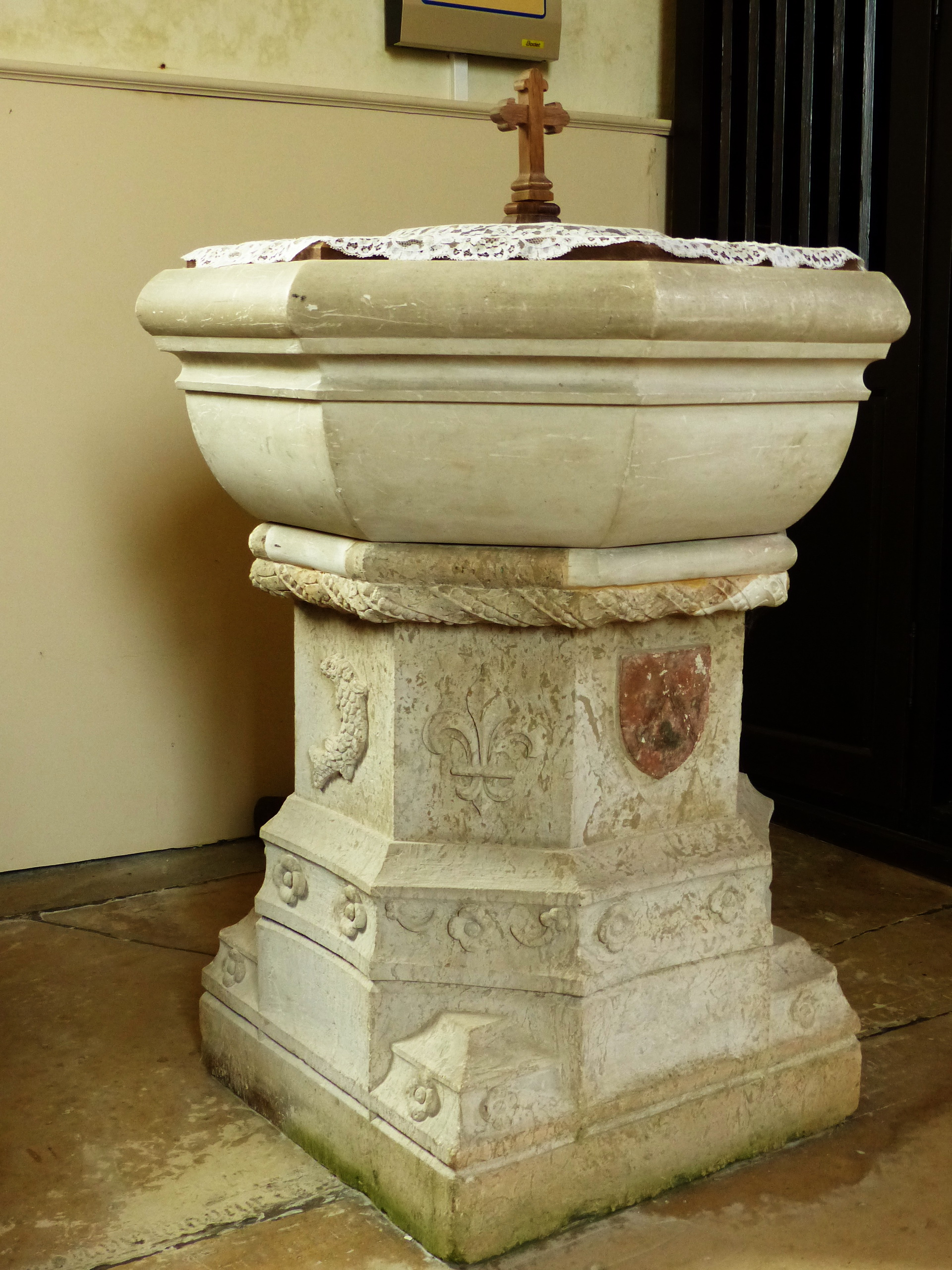
Fonts baptismaux.
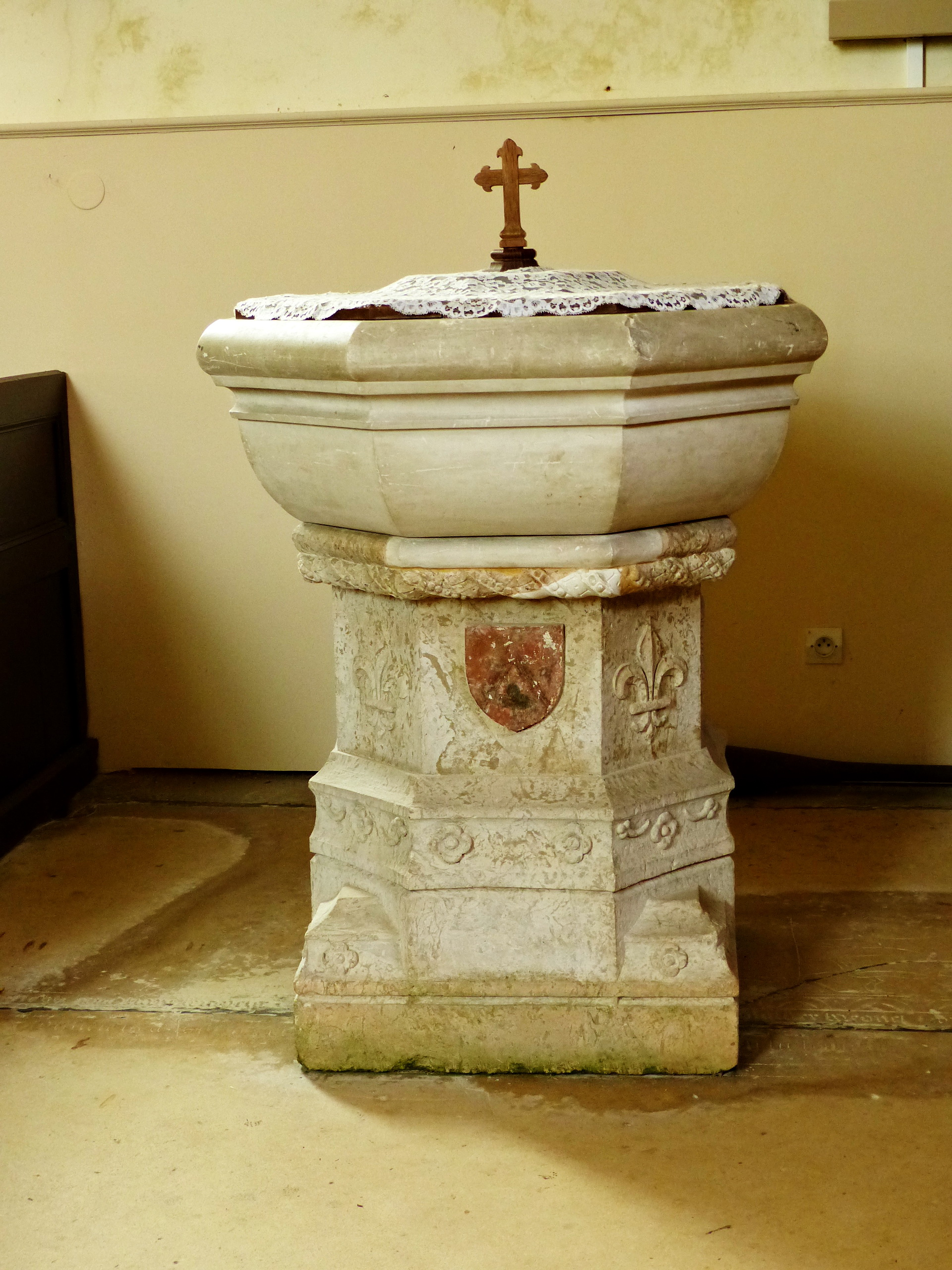
Fonts baptismaux.
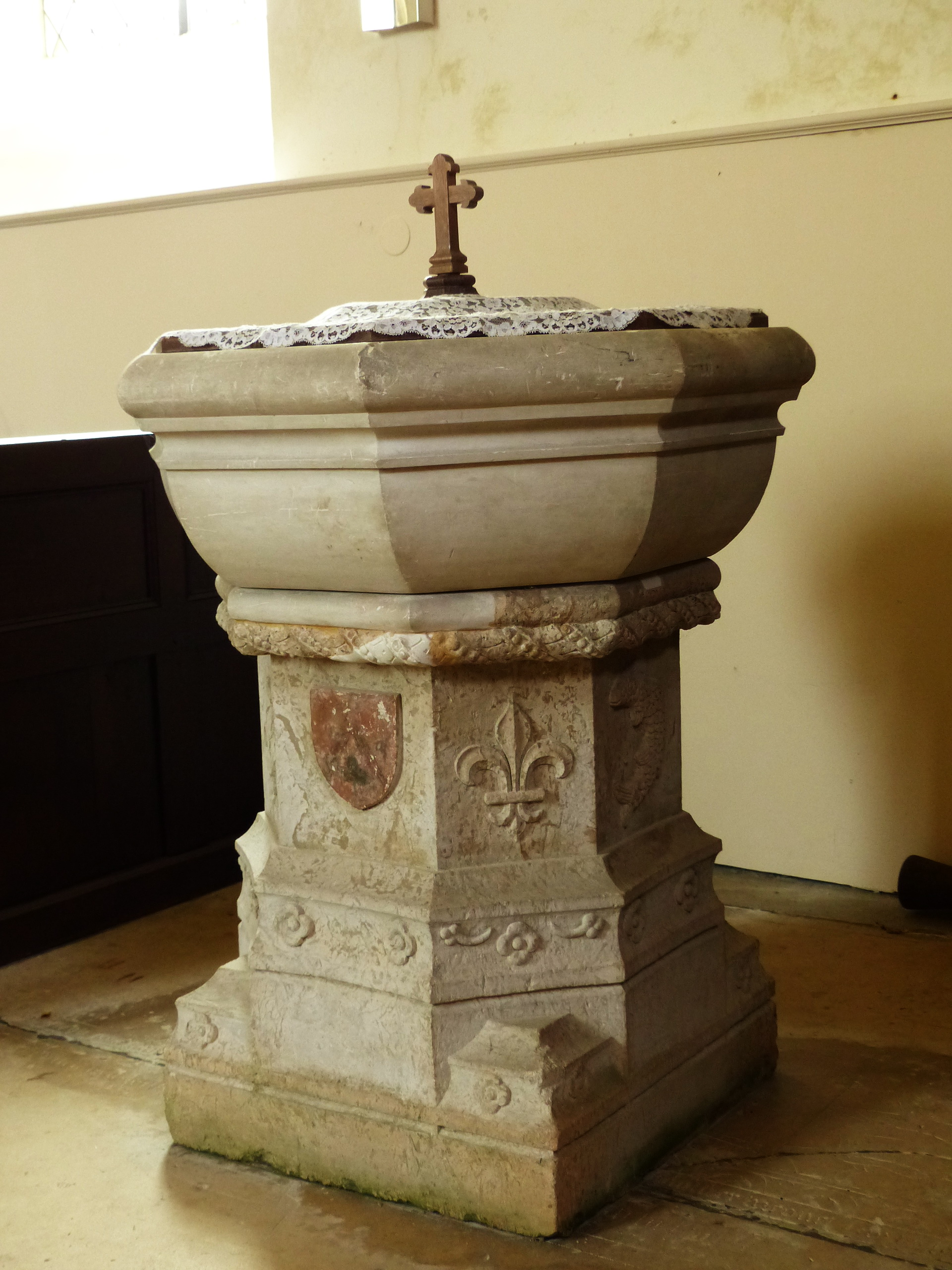
Fonts baptismaux.

- Souterrain-refuge (muches)[33].
- Ruines d'un château et ancienne ferme seigneuriale devant l'église[33]. Le site se présente sous la forme d'une motte de plaine, ceinte d'un fossé située dans la cour d'une ferme face à l'église. La butte enferme deux caves maçonnées de pierre et voûtées en berceau. Ces caves ont vraisemblablement été construites sur le sol naturel avant d'avoir été recouvertes de terre[36].

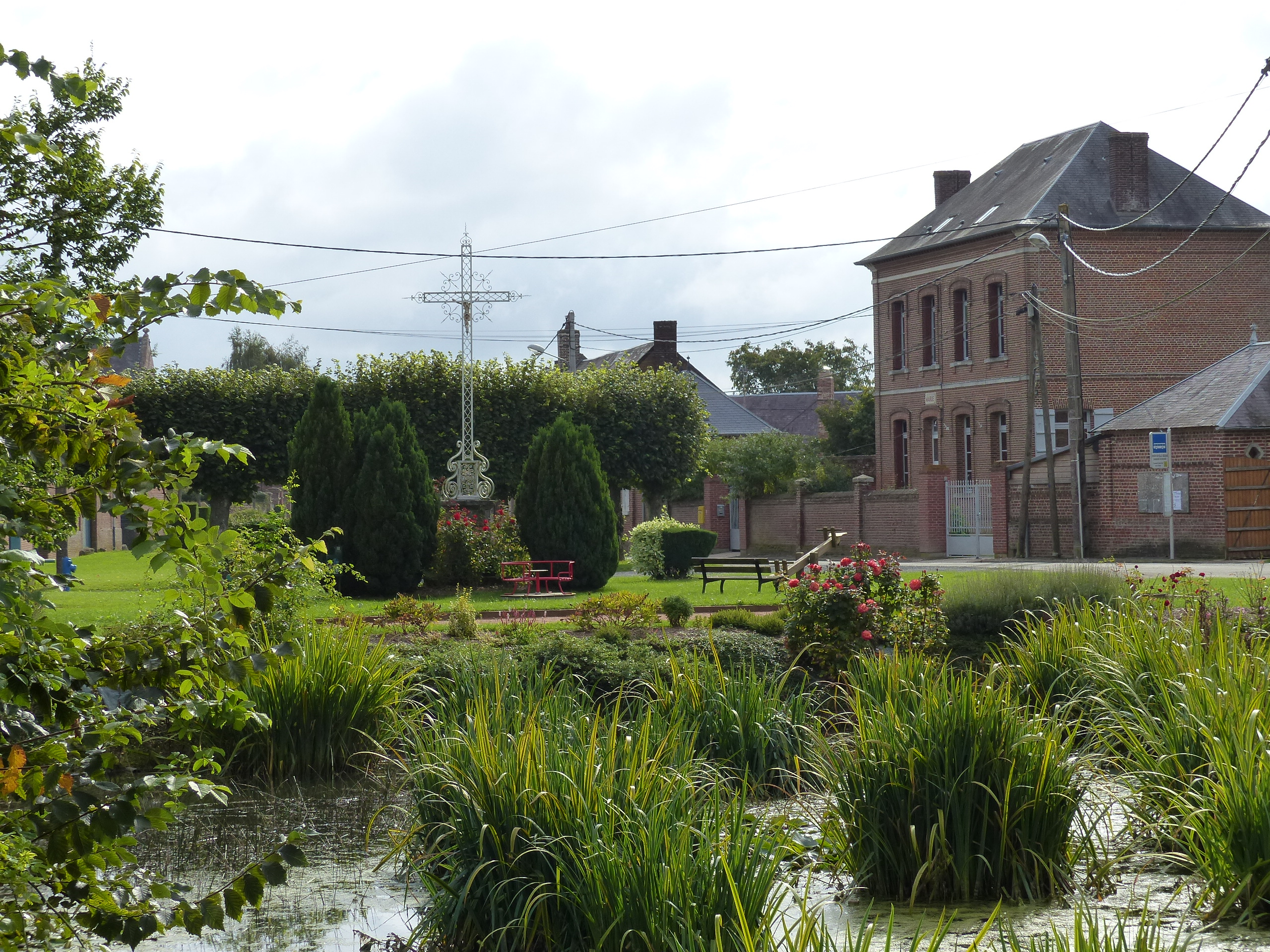
Mare et calvaire de la place de l'Église et mairie de Choqueuse-les-Bénards.
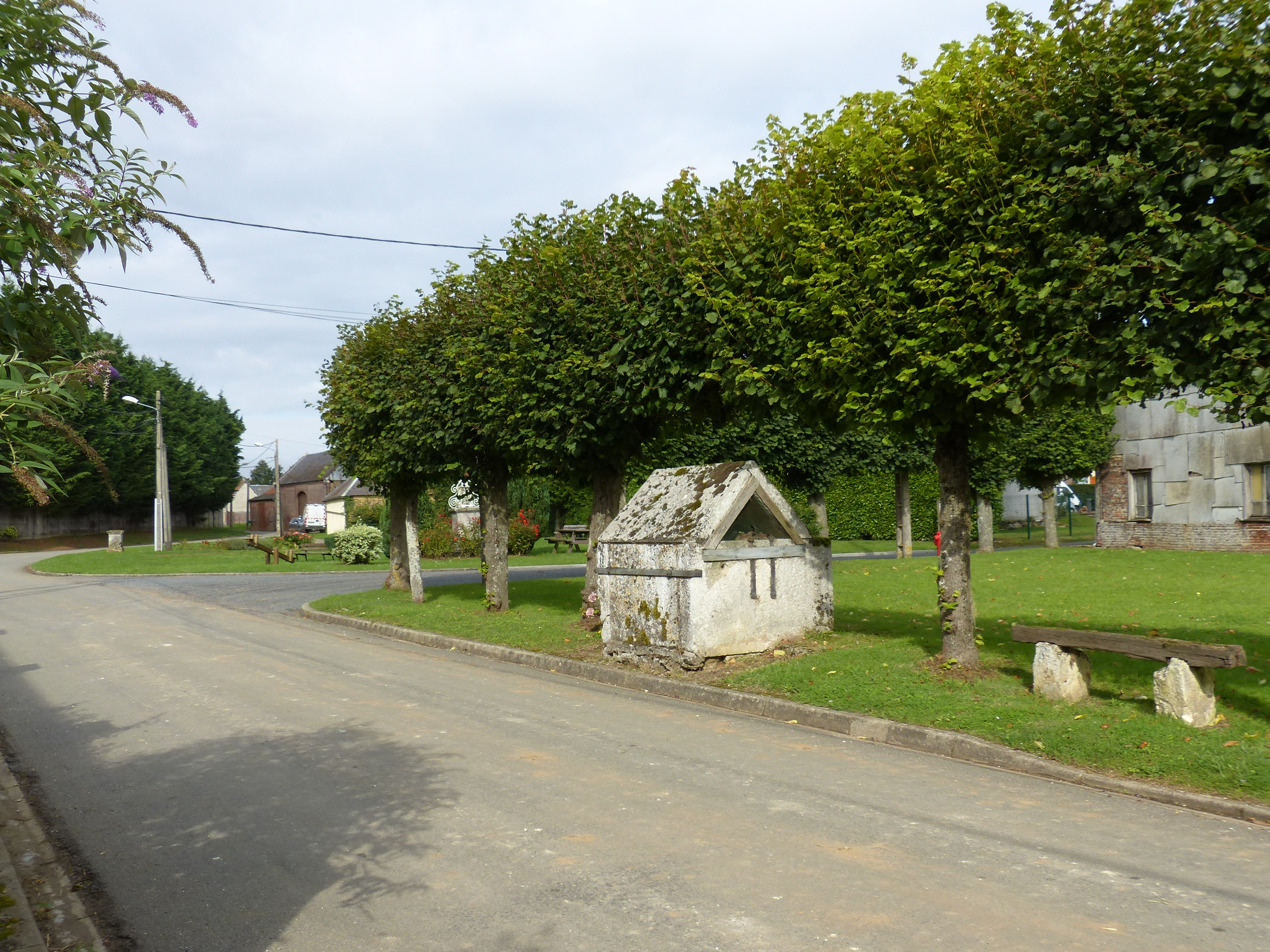
Puits sur la Grande-rue, face à la mairie.
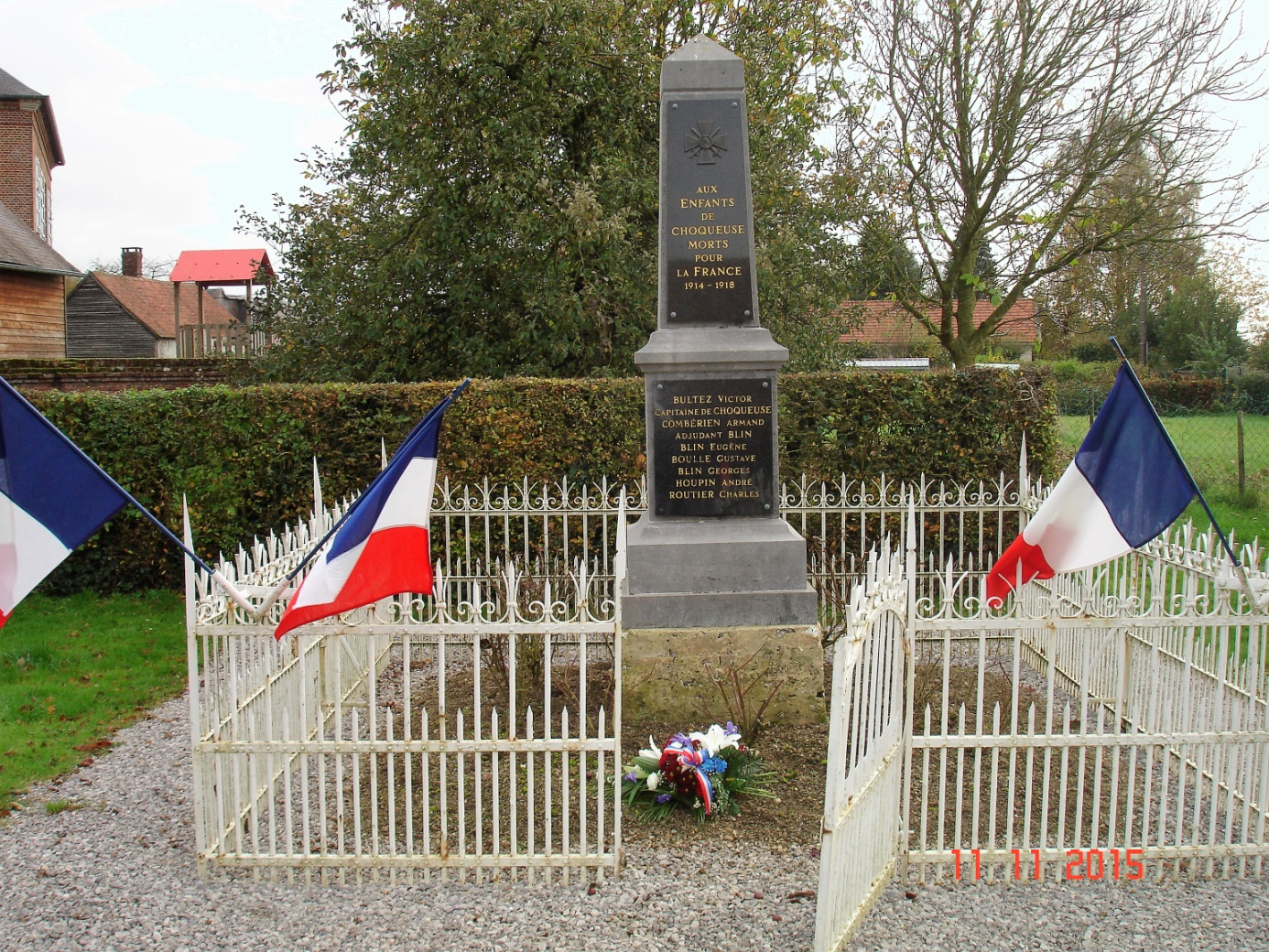
Le monument aux morts.

### Personnalités liées à la commune
Selon Louis Graves, « Josse de Paillart, écuyer, possédait la terre de Choqueuse en 1507 ; elle fut acquise par J. B. Lecatnin, conseiller au bailliage d'Amiens, qui en prit le surnom en 1665 ».

### Héraldique
| Blason de Choqueuse-les-Bénards | Blason  | D'argent au chevron de gueules, accompagné en pointe d'un trèfle de sinople, au chef de gueules chargé de trois croissants d'or. |
| Blason de Choqueuse-les-Bénards | Détails | Le statut officiel du blason reste à déterminer.                                                                                 |